# Василь Михайлович (князь тверський)
Василь Михайлович (рос. Василий Михайлович; бл. 1304 — 1368) — великий князь тверський у 1349—1368 роках, князь кашинський у 1319—1348 роках.

## Життєпис

### Кашинський князь
Син Михайла Ярославича, великого князя володимирського і князя тверського, та Анни Кашинської. Народився в Твері. 1319 року після загибелі батька отримав Кашинський уділ. Сюди згодом перебралася його мати.
1327 року після придушення ординцями Тверського повстання разом з братом Костянтином втік до Ладоги. У 1329 році брав участь у поході великого князя володимирського і московського Іван I Даниловича проти Пскова, де переховувався колишній великий князь тверський Олександр Михайлович.
1339 року супроводжував брата Олександра, що був викликаний ханом Узбеком, до кордонів тверських володінь. Після страти Олександра, Василь опікувався більше справами Кашинськогок нязівства.
У 1345 році після смерті брата Костянтина виступив проти небожа Всеволода у боротьбі за велике князівство Тверське. Василь Михайлович попрямував до хана, взявши данину з Холмського князівства, що нелажало Всеволоду. Але ще в межах тверських володінь його перехопив Всеволод та пограбував. В результаті Василь повернувся до свого уділу.
Втім ворожнеча між ним і небожем не закінчилася. У 1349 році тверський єпископ Феодор переконав Всеволода помиритися з Василем. За досягнутою домовленістю спадкування встановлювалося за правом старшинства в роду. Василь ставав великим князем, а Всеволод залишив собі лише Холм.

### Великий князь Тверський
Втім невдовзі Василь почав утиски прав Всеволода і холмських бояр. Великий князь володимирський і московський Семен Іванович й тверський єпископ Феодор намагалися їх помирити, але марно. У 1357 року митрополит Олексій Бяконт прибув до Володимира, де намагався замирити Василя і Всеволод, але без успіху. Тоді Всеволод вирішив скаржитися на Василя хану. Обидва суперники вирушили до Джанібека, але поки вони прибули владу захопив Бердібек. Останній підтримав Василя Михайловича, наказав арештувати Всеволода, якого передав Василю. Втім по поверненні до Твері Всеволоду вдалося втекти до Литви.
У 1356 році великий литовський князь Ольгерд захопив Ржевське  князівство, за який після смерті місцевого князя Федора Федоровича також боролися великі князівства Тверське й Московське. 1358 року Василю вдалося вигнали литовців з цього міста. Втім у 1360 році під натиском Ольгерда та посередництва Романа, митрополита Литовського і Волинського, Василь надав Всеволоду і його братам третину великого князівства тверського.
У 1363 році мав прикордонний конфлікт з небожем Михайлом Олександровичем, князем Микулина, але швидко замирився. 1365 році після смерті небожа Семена Костянтиновича, князя білогородського, підтримав його брата Єремія, що претендував на спадок брата разом з Михайлом Микулинським. Але за рішення тверського єпископа Василя білогородський уділ дістався останньому. Це свідчить про падіння авторитету й впливу великого князя тверського навіть на власне Тверську єпархію.
1367 році спільно з князем Єремеєм Костянтиновичем Холмським виступив проти князя Михайла Олександровича Микулинського, сплюндрувавши уділ останнього. У тому ж році останній повернувся з литовськими найманцями і захопив Твер, де взяв в полон дружин Василя і Єремєя, багатьох їх бояр. Після цього він виступив на Кашин, де знаходився Василь, але по дорозі, в селі Андріївському, його чекали посли від великого князя і тверського єпископа Василя. Вони переконали Михайла помиритися з Василем і Єремієм. Василь мав залишити Твер Михайлу, зберігши Кашинське князівство.
Незабаром Єремій виступив проти Михайла, а великий князь володимирський і московський Дмитро Іванович змусив Михайла, якого підступом за підтримки митрополита Олексія захопив у полон, відмовитися від Білого Городка. Але під тиском ординців Михайло було звільнено. Він втік до Литви. Усі сторони стали готуватися до військової кампанії. Але в розпал цих подій Василь Михайлович помер, тому Михайло Олександрович без зусиль став великим князем тверським.

## Родина
Дружина — Олена, донька Івана Олександровича, великого князя Смоленського
Діти:
- Василь (бл. 1330—1362), князь Кашинський
- Михайло (1331—1373), князь Кашинський
- донька[1], дружина Федора Михайлович, князя молозького